# Шаровечка (зупинний пункт)
Шарове́чка — пасажирський залізничний зупинний пункт Жмеринської дирекції Південно-Західної залізниці на одноколійній неелектрифікованій лінії Гречани — Ярмолинці між станцією Гречани (5 км) та роз'їздом Малиничі (5 км). Розташований в селі Шаровечка Хмельницького району Хмельницької області.

## Пасажирське сполучення
На зупинному пункті Шаровечка зупиняються приміські поїзди сполученням Хмельницький — Гречани — Ларга.